# Ладо Леш
Ладо Леш (Сремска Митровица, 11. новембар 1970) српски је композитор, аранжер и музички продуцент. Музичко образовање је стекао у школама „Петар Крањчевић” у Сремској Митровици и „Исидор Бајић” у Новом Саду. Музичку педагогију је дипломирао на Академији уметности у Новом Саду. Од 1991. до 2001. године обављао jе послове музичког продуцента Радио телевизије Нови Сад. Од 2004. је запослен у Српском народном позоришту. Обављао је послове уметничког секретара, а потом оперативног директора Опере. Од 2016. jе Председник Управног одбора Удружења композитора Војводине.

## Биографија
Креирао је више од хиљаду музичких аранжмана од којих је већина забележена на носачима звука музичких фестивала: Београдско пролеће, Месам, Златно звонце, Златна тамбурица, Слобода, Тин, Наша радост, Златна пахуља, Отворено срце, Та се песма љубав зове, Сунчане скале, Мале скале, Лино фест, Златна пчелица, Музички фестивал Будва, Ђурђевдански фестивал, Мелодије Мостара, ФеНС, Док тече Лашва, Езерски бисери, Звездички, Шкољкице, Вивковизија, Ја сам твој друг, Шарени вокали, Распјеване пахуљице, Чаробна фрула, Заги фест, Разигране ноте...
Био је музички jе продуцент Мини-тини феста, који се одржавао у више градова Србије, као и фестивала Дјечја машта може свашта у Брчком, Дјеца пјевају Семберији у Бијељини и Дрисама феста у Зворнику, који су реализовани према концепцији Јована Адамова, а у организацији Дјечијег културног центра у Бијељини. Уметнички jе директор Међународног фестивала музике за децу Та се песма љубав зове у Кикинди.
Учествовао jе у реализацији последња два серијала емисије за децу Музички тобоган 2007. и 2008, а израдио је и снимке на аудио-диску Хитови музичког тобогана у издању ПГП РТС. Аутор је музичких аранжмана на аудио-дисковима Миње Суботе Када се роди дете у издању Међународног центра књижевности за децу Змајеве дечје игре и Деца су украс света који је од 1998. више пута објављен у издањима ПГП РТС и City Records. Оркестрирао је композиције Јована Адамова, које су забележене на аудио-диску Божићне и новогодишње песме, а певао их је Миња Субота. Креирао је око 240 музичких аранжмана на аудио-дисковима у прилогу уџбеника музичке културе за основну школу, које је објавила издавачка кућа Нови Логос из Београда.
Музику за децу компоновао је на стихове песника: Тода Николетића, Драгослава Гузине, Саше Божовића, Ане Клепић, Вида Вицка Вукелића, Снежане Јовић Влашкалић, Власте Ценића, Дејана Ђоновића, Зорице Деспотов, Оливере Цветић, Татјане Пуповац...
Као музички продуцент учествовао је у реализацији мјузикала Сав тај шоу (2014), који је компоновала Марина Адамов Стојадиновић на текст Оливере Инић, Ени џуниор (2017) и Петар Пан (2018). Представе су изведене у Српском народном позоришту у извођењу ансамбла Академије забаве и уметности „О&М” и у продукцији Фондације за развој културе и стваралаштва деце и омладине „Coolist” из Новог Сада.
Као аранжер и музички продуцент више од три деценије сарађује с Дјечијим хором „Звјездице” којим руководи Ана Клепић при Јавној установи за бригу о дјеци „Дјечији савез” у Подгорици. Музичке аранжмане је креирао и за хор Музичког центра „Орфеј” у Новом Саду којим диригује Маријана Мирковић, као и за Хор „Чуперак” у Кикинди којим руководи Светлана Милић.
Израдио jе звучне записе Хора Св. Стефан Дечански, под диригентском управом Тамаре Адамов Петијевић, на издањима: Осмогласник - Вечерње Корнелија Станковића, Српски Божић, Велика седмица и Васкрс. Израдио је и звучне записе у оквиру пројекта Дигитална хорска ризница. Био је задужен за музичку продукцију аудио-диска Новосадског дувачког квинтета Музика српских композитора за дувачки квинтет.

## Признања
- Годишња похвала Српског народног позоришта, Нови Сад, 2008.
- Признање Међународног центра књижевности за децу Змајеве дечје игре, Нови Сад, 2008.
- Плакета за деценијску сарадњу и подршку развоју фестивала Та се песма љубав зове, Кикинда, 2019.
- Признање за уметнички допринос развоју стваралаштва за децу, од Међународног фестивала Љубав, наша jе планета, Ужице, 2019.

## Награде
- Награда за најбољи аранжман, Фестивал дечје забавне музике Слобода, Доњи Милановац, 1999.
- Награда за најбољи аранжман, Фестивал Мирис Медитерана, Котор, 2001.
- Награда за најбољи аранжман, Интернационални фестивал дјечје пјесме Дјечја машта може свашта, Брчко, 2007.
- Апсолутни победник фестивала предшколске песме Златна пчелица, Ниш, 2010.
- Гран-при, Интернационални фестивал музике за децу Та се песма љубав зове, Кикинда, 2011.
- Награда за композицију, Међународни фестивал дјечије пјесме Отворено срце, Тутин, 2013.
- Прва награда за композицију, Међународни фестивал забавне музике за децу и младе Тин, Доњи Милановац, 2014.
- Награда за најбољи аранжман, Међународни фестивал дјечије пјесме Златна пахуља, Рожаје, 2015.
- Награда за најбољи аранжман, Међународни фестивал дјечје глазбе Док тече Лашва, Нови Травник, 2015.
- Награда за најбољу глазбу, Међународни фестивал дјечје глазбе Док тече Лашва, Нови Травник, 2017.
- Прва награда за композицију, Међународни музички фестивал за децу Шкољкице, Нови Сад, 2018.
- Награда за најбољи аранжман, Ђурђевдански фестивал, Бања Лука, 2018.
- Награда за најбољи аранжман, Фестивал дјечје пјесме Наша радост, Подгорица, 2019.
- Награда за најбољи аранжман, Фестивал дјечје пјесме Лино фест, Сарајево, 2019.
- Прва награда за композицију, Међународни фестивал Златне искре, Варна, 2020.
- Награда за најбољу композицију, Дечји музички фестивал Шарени вокали, Сомбор, 2021.

## Дискографија

### Музика за децу
- Дечје београдско пролеће, ПГП РТС, Београд, 1996.
- Фестивал песме за децу Златно звонце, Културно просветна заједница, Нови Сад, 1996, 1999.
- Деца су украс света, Миња Субота, ПГП РТС, Београд, 1998.
- Фестивал дјечје пјесме Наша радост, ЈУ Дјечији савез, Подгорица, 2001-2020.
- Фестивал музике за дјецу Златна стаза, Центар за културу Рожаје, 2001-2006.
- Деца су украс света, Миња Субота и дечији хор Чаролија, City Records, Београд, 2002.
- Фестивал музике за дјецу Златна пахуља, Центар за културу, Рожаје, 2002-2021.
- Фестивал Дјеца пјевају Семберији, Дјечији културни центар, Бијељина, 2005-2009.
- Фестивал пјесме за дјецу Дјечја машта може свашта, Дјечији културни центар, Бијељина, 2006-2011.
- Хитови музичког тобогана 2007-2008, ПГП РТС, Београд, 2009.[3]
- Када се роди дете, Миња Субота, Змајеве дечје игре, Нови Сад, 2009.
- Деца су украс света, Миња Субота и дечији хор Чаролија, City Records, Београд, 2012.
- Музичка култура 1-8, аудио-дискови у прилогу уџбеника музичке културе од првог до осмог разреда основне школе, Нови Логос, Београд, 2013-2020.

### Поп музика
- Узми све што љубав дотакне, Бојан Милановић, ПГП РТС, Београд, 1995.[16]
- У потрази, Ружица Чавић, City Records, Београд, 2000.[17]
- Краљица, Бојан Милановић, ПГП РТС, Београд, 2001.[18]
- Дискретна, Ружица Чавић, City Records, Београд, 2002.[19]
- Музички фестивал Будва, Music Star Production, Београд, 2003.

### Дизајн звука
- 5 Према 1, Желимир, ПГП РТС, Београд, 2002.[20]
- Фестивал нове војвођанске песме Златна тамбурица, Удружење композитора Војводине, Нови Сад, 2002-2007.
- Српски Божић, Хор Св. Стефан Дечански, Манастир Јазак и Хор Св. Стефан Дечански, Нови Сад, 2004.
- Срце моје Војводине, ЛСВ, Нови Сад, 2007.
- Корнелије Станковић: Осмогласник - Вечерње, Хор Св. Стефан Дечански, Вокални студио Орфелин, Нови Сад и Српска православна црквена општина у Бечу, 2011.
- Савремена композиција у Војводини, Завод за културу Војводине, Нови Сад, 2012.[21]
- Уметничка музика војвођанских композитора, Удружење композитора Војводине, 2013.
- Музика српских композитора за дувачки квинтет, Новосадски дувачки квинтет, Сокој, 2017.